# Heidelberger Programm
Das Heidelberger Programm der Sozialdemokratischen Partei Deutschlands (SPD) galt von 1925 bis 1959. Es löste das Görlitzer Programm von 1921 ab. Nachfolger war das Godesberger Programm von November 1959. Bereits 1946 wurde das Heidelberger Programm durch die Politischen Grundsätze der SPD abgeschwächt.
Im Gegensatz zu seinem kurzlebigen Vorgänger, in welchem kaum von Marxismus oder Revolution die Rede war und das stattdessen den volksparteilichen Charakter der SPD zu betonen versuchte, knüpfte das Heidelberger Programm vor allem in seinen ideologischen Grundposition in weiten Teilen an das Erfurter Programm von 1891 an. Zum historischen Kontext, in dem das Heidelberger Programm verabschiedet wurde, gehörte auch das Gesamtproblem der Koalitionspolitik. Hatte doch die SPD in den ersten Jahren der Weimarer Republik in der Koalition mit bürgerlichen Parteien viele Kompromisse geschlossen und damit viel an Vertrauen in ihrer Anhängerschaft eingebüßt.
Im Heidelberger Programm, das auf dem Parteitag vom 13. bis 18. September 1925 „gegen ganz wenige Stimmen“ verabschiedet wurde, ist der Abschnitt „Internationale Politik“ von besonderer historischer Bedeutung. Im Programm sind grundsätzliche Wert- und Zielvorstellungen präzise zusammengefasst, die die Konzepte der SPD zur internationalen Politik von ihren Anfängen bis in die Gegenwart nachhaltig geprägt haben.
Die friedenspolitischen Grundsätze des Heidelberger Programms bestimmten von Anfang an die Haltung der Sozialdemokraten zu internationalen Fragen. Für die Treue zu diesen Prinzipien nahmen sie Diffamierungen wie „vaterlandslose Gesellen“ und politische Verfolgung in Kauf.
Die Forderung nach einer „Europäischen Lösung“ ist im Heidelberger Programm erstmals zu finden. Die SPD trat im Programm für die Verwirklichung der Vereinigten Staaten von Europa mit der Formulierung:
„Sie tritt ein für die aus wirtschaftlichen Ursachen zwingend gewordene Schaffung der europäischen Wirtschaftseinheit, für die Bildung der Vereinigten Staaten von Europa, um damit zur Interessensolidarität der Völker aller Kontinente zu gelangen.“
Um den ehemaligen Reichspräsidenten Friedrich Ebert zu ehren und sein politisches Vermächtnis zu bewahren, hatte der SPD-Vorstand damals Heidelberg, Eberts Geburtsort, zum Ort des Parteitages bestimmt.
Zu den Mitautoren des Heidelberger Programms gehörten Rudolf Hilferding und Karl Kautsky. Hilferding hatte in den Jahren vor 1914 die damals schon sichtbare Tendenz zur Vereinigung von Industrie-, Handels- und Bankkapital zum „Finanzkapital“ und die sie begleitenden Monopolisierungsprozesse untersucht, zu deren Beschreibung später der Begriff „Organisierter Kapitalismus“ benutzt wurde. Erkenntnisse aus diesen Untersuchungen finden auch im grundsätzlichen Teil des Heidelberger Programms ihren Niederschlag.